# Software para estudio
Software para estudio es cualquier programa que permite a los estudiantes mejorar el tiempo que pasan pensando, aprendiendo y estudiando esa información. Estudiar en un contexto educativo se refiere al proceso de obtener el domino de una área determinada de conocimiento.
Más específicamente, el objetivo del software para estudio es aumentar la aplicación efectiva de la eficacia de las técnicas de estudio sobre aquella información de forma tal que la curva de aprendizaje sea mucho más rápida. 
Diferentes temas que se estudian pueden beneficiarse de una difusión diferente de las técnicas de estudio que se aplica. Las matemáticas requieren un conjunto de técnicas de estudio algo diferentes a las técnicas requeridas para aprender un idioma.
Algunos tipos de software para estudio están sujetos a maestros específicos de material y pueden o no contener la información / contenido que su maestría requiere.

Notion es un software de gestión de proyectos, conocimiento y tareas; que utiliza bases de datos para administrar trabajos personales y de colaboración

El software para estudio es por lo tanto una manta para una solapada variedad de tipos de software.

## Orígenes
La educación naturalmente ha sido un camino para una vida mejor y el recorrido para mejorar ha sido universal para los estudiantes. A los estudiantes de la mayoría de las instituciones en Estados Unidos y Nepal no les enseñan cómo estudiar/aprender específicamente. Ahora hay todavía dura evidencia de algunos métodos para estudiar/aprender superiores a otros, y que hay beneficio en enseñar 'técnicas de estudio' en ellos.
El software para estudio en cierta medida, busca eludir este problema, haciendo que el estudiante siga las buenas prácticas, a través del uso del software, sin necesariamente tener que saber acerca de la ciencia de fondo de la memoria y el aprendizaje.
Históricamente los tipos más exitosos de software de estudio incluyen programas de software de mindmapping y flashcard. Ambos independientemente han sido probados para mejorar el aprendizaje. Las fortalezas que reclama el software de mapeo están más en el extremo del pensamiento del espectro de estudio y es criticado por su falta de eficacia una vez que los beneficios de organizar la información se han terminado. Las fortalezas del software flashcard están más en el extremo final del aprendizaje del espectro del estudio y es criticada por ser solo para aprendizaje de rutina solamente.
Un grupo llegado más recientemente es el software de anotación.
Hay también disponibles híbridos amplios de los tipos antedichos, incluyendo los que pueden probar realmente a estudiantes en sus notas.

## Beneficios
Beneficios que los varios tipos de software para estudio podrían conferir incluir varias mezclas de:
1. Ofrecer variedad diferente de información junta (imagen, sonido, música, diagrama, ...) 

## Barreras
Barreras al uso de software para estudio incluye:
1. Requiere hardware, y en algunos casos acceso electrónico al contenido, y ninguno podría estar disponible.
2. Algún nivel de habilidad puede ser necesario para utilizar el hardware requerido por el software. El aprendizaje puede ser retrasado por la necesidad de habilidades como el tipeo, utilizando un ratón, señalando en una pantalla sensible al tacto, u otras habilidades requeridas para manejar el hardware.
3. Costes de hardware, software, y salarios, combinados con presupuestos bajos en algunas escuelas, pueden limitar la disponibilidad y utilidad para los recursos de estudio.
4. Los programas no se comunican juntos como podrían. Los programas autónomos tampoco ofrecen suficientes funciones (p. ej. el cálculo del efecto del espaciado para aprender más rápido) o ofrecen más de lo que deberían (Software inflado).
5. El contenido puede diferir significativamente en diferentes países.

## Futuro
Un número de tendencias convergentes hacen extremadamente probable que el software para estudio llegue a ser ubicuo dentro de 10 años.
El suministro de las tecnologías facilitadoras mejorará.
Las tendencias incluyen: Mejoras en la tecnología de batería, sonido gastado en la cabeza y monitores visuales, dispositivos de entrada, reconocimiento de voz, el reconocimiento de escritura a mano permitirá que la informática móvil se convierta en la norma. No habrá más 'brechas básicas' necesarias en ninguna de estas áreas antes de que los ordenadores portátiles se conviertan en norma en un futuro próximo.
El acceso de banda ancha, especialmente inalámbrico, significará que el estado normal de los asuntos de un estudiante será estar en línea en un momento de aviso.
En última instancia, la computadora será un compañero constantemente desgastado para un estudiante típico.
La demanda para el servicio aumentará.
Con los bienes físicos cada vez más baratos y mano de obra menos intensiva, el énfasis cada vez mayor en los "servicios" como valioso material de trabajo en todo el mundo significará que niveles cada vez más altos de educación, con mayor competencia por lugares, requerirán mejoras en la eficiencia del aprendizaje. Sólo se puede lograr a través de la aplicación de software para estudio especializado para el problema.